# Diodia mitens
Diodia mitens är en måreväxtart som beskrevs av Domingo Bello y Espinosa. Diodia mitens ingår i släktet Diodia och familjen måreväxter.
Artens utbredningsområde är Puerto Rico. Inga underarter finns listade i Catalogue of Life.